# Francesco Tritto

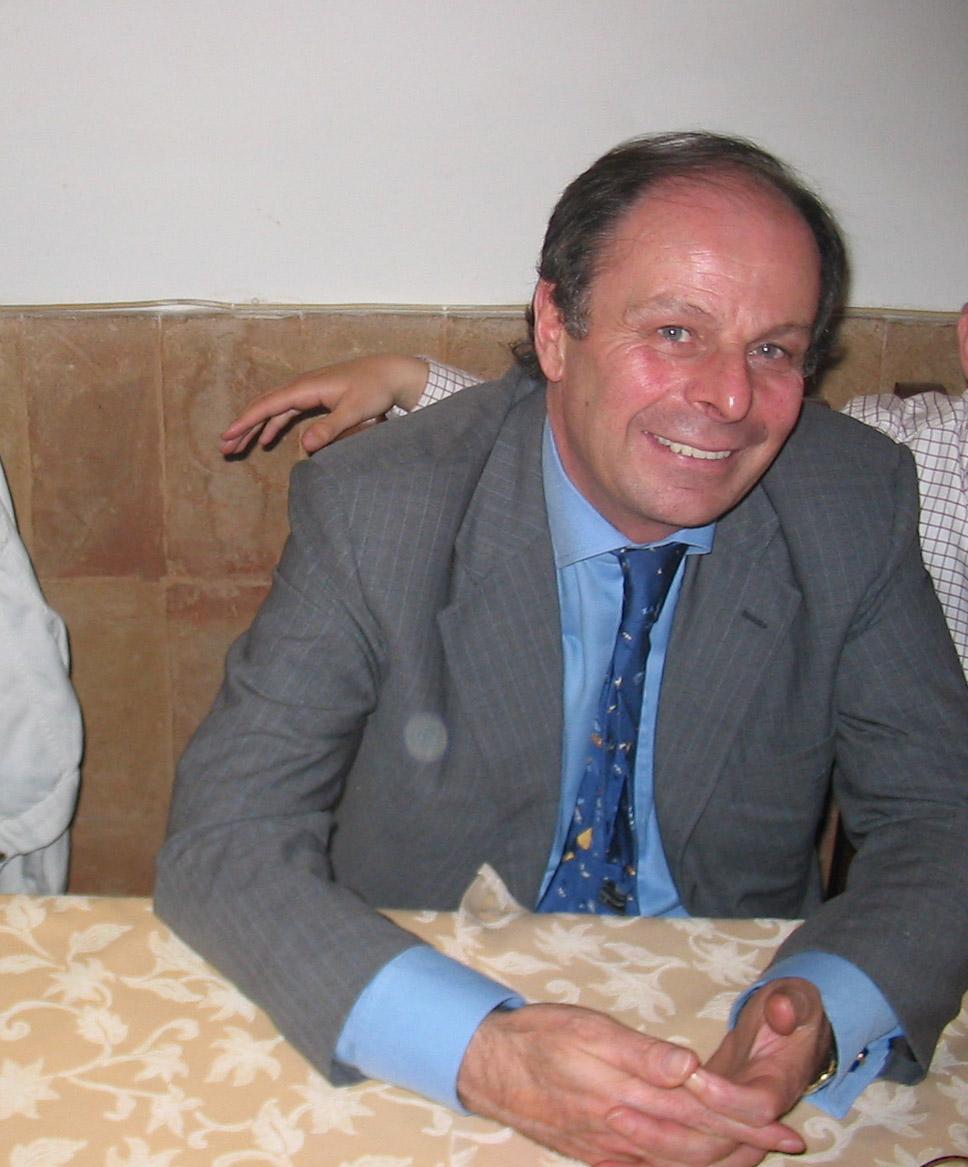
Il prof. Francesco "Franco" Tritto

Francesco Tritto (Gravina in Puglia, 19 agosto 1950 – Roma, 9 agosto 2005) è stato un giurista italiano, assistente di Aldo Moro.

## Biografia
Noto anche come "Franco", è stato un giurista e professore attivo presso l'Università degli Studi di Roma "La Sapienza" e l'Università degli Studi di Cassino.
Giovane attivista cattolico e democristiano, militò in diverse organizzazioni politiche, come le ACLI e Comunione e Liberazione.
Allievo di Aldo Moro, nel 1974 si laureò con lui alla "Sapienza" di Roma con il massimo dei voti; successivamente ne divenne primo assistente, e Moro si affezionò particolarmente a lui.
Nel 1976, nelle file della Democrazia Cristiana, si candidò per la Camera dei deputati con il motto "venti sei anni e... tanta voglia di fare", ma non venne eletto.
Il 9 maggio 1978 ricevette la telefonata del brigatista rosso Valerio Morucci che annunciava la morte di Aldo Moro e precisava il luogo dove avrebbe potuto essere ritrovato il corpo, telefonata che venne registrata ed è oggi di pubblico dominio e grande rilevanza storica. Secondo Morucci, Moro stesso prima di essere ucciso avrebbe chiesto fra le sue ultime volontà che queste notizie venissero prima comunicate a Tritto, e che poi Tritto andasse di persona a comunicarle alla sua famiglia.
Dopo la morte di Moro, fu Tritto ad ereditare la cattedra di istituzioni di diritto e procedura penale presso la Facoltà di scienze politiche della stessa Università "La Sapienza" di Roma.
Il 23 ottobre 1980 fu nominato Cavaliere dell'Ordine equestre del Santo Sepolcro di Gerusalemme.
Franco Tritto è stato componente della Commissione Giuridica Nazionale ACI (Automobile Club d'Italia), occupandosi delle problematiche inerenti all'interpretazione del Codice della strada e, in generale, del diritto della circolazione e dei trasporti. È stato inoltre consigliere dell'Automobile Club Roma e presidente di diverse commissioni di concorso per l'assunzione allo stesso ACI. Ha inoltre pubblicato vari suoi scritti sulla Rivista Giuridica della circolazione e dei trasporti, pubblicazione principale dell'ACI.
Dal 1986 al 1995 ha svolto diverse attività di consulenza, coordinazione e ricerca presso il Consiglio regionale del Lazio e la Commissione criminalità.
Malato di tumore, portò a termine la curatela di alcune lezioni tenute da Aldo Moro alla "Sapienza", pubblicate poco prima di morire in un volume dal titolo Lezioni di Istituzioni di diritto e procedura penale dall'editore barese Cacucci.
Amato dai suoi studenti e colleghi per l'umanità, la sensibilità e la cordialità che lo contraddistinguevano, Tritto aveva impostato tutta la sua carriera sulla custodia della memoria accademica ed etica di Aldo Moro.
Al fine di rendere omaggio al professore prematuramente scomparso, l'ACI gli ha dedicato gli atti del convegno delle Commissioni Giuridiche Nazionali della Federazione ACI 2005 ed ha istituito, con provvedimento del 30 marzo 2006, in collaborazione con la Facoltà di Scienze Politiche dell'Università degli Studi di Roma "La Sapienza", il premio per tesi di Laurea "Francesco Tritto".

## Opere
- AA. VV. Aldo Moro e il problema della pena, scritti di Giuseppe Bettiol, Mino Martinazzoli, Francesco Tritto e Giuliano Vassalli, il Mulino, Bologna, 1982.
- Crisi o collasso del sistema penale? - A cura di Francesco Saverio Fortuna e Francesco Tritto, Atti del convegno, Cassino, 29 maggio 1998, Università degli Studi di Cassino, 1998.
- Francesco Tritto, Colpevolezza e giusto processo, Cacucci Editore, Bari, 2000.
- Aldo Moro, Lezioni di Istituzioni di diritto e procedura penale (tenute nella Facoltà di Scienze Politiche dell'Università degli Studi di Roma) - Raccolte e curate da Francesco Tritto - Presentazione di Giuliano Vassalli, Cacucci Editore, Bari, 2005.